# کرناچی
کَرناچی (به کردی: که‌رناچی)، شهرکی در شهر کرمانشاه است و یکی از محلات این شهر به‌شمار می‌آید که در در منطقۀ ۷ شهرداری کرمانشاه قرار گرفته‌است.

## مدارس
در این شهرک با جمعیت بالا تعداد مدارس پایین است.
تعداد مدارس در این شهرک به ۴ عدد میرسد و هر مدرسه دو شیفت کار میکند.
دبیرستان پسرانه.
دبیرستان پسرانه کرناچی فقط رشته های تجربی و انسانی را دارا است.
این دبیرستان فضای بسیار کوچکی دارد.
در این دبیرستان علاوه بر کلاس دهم،یازدهم،دوازدهم،پایه نهم هم در شیفت دبیرستان در مدرسه حضور پیدا میکنند.

## تاریخچه
کرناچی پیش از این روستایی از توابع دهستان میان‌دربند در بخش مرکزی شهرستان کرمانشاه با کُد آماری ۰۴۹۱۶۸ بود. از دهۀ ۱۳۷۰ با افزایش مهاجرت به شهر کرمانشاه جمعیت کرناچی نیز رو به افزایش گذاشت و جمعیت زیادی در این روستا ساکن شدند. این روستا در سال ۱۳۹۱ به همراه چند روستای دیگر به محدودۀ شهری کرمانشاه الحاق شد و به صورت یکی از محلات شهر کرمانشاه درآمد.

## جمعیت
شهرک کرناچی در گذشته روستایی در دهستان میان‌دربند بود. براساس سرشماری مرکز آمار ایران در سال ۱۳۸۵، جمعیت کرناچی ۴٬۶۴۴ نفر (۱٬۱۱۷ خانوار) بوده‌است. خبرگزاری ایسنا در آذر ۱۴۰۱ جمعیت این شهرک را ۲۰ هزار نفر اعلام کرد.

## ساخت‌وساز غیرمجاز
کرناچی یک محلۀ‌حاشیه‌نشین است که بخشی از ساختمان‌های آن به صورت غیرمجاز ساخته شده‌اند. بخشی از مناطق این محله فاقد خیابان‌کشی هستند، کوچه‌ها فاقد تابلو و منازل فاقد پلاک هستند. شهرداری و نهادهای دولتی به بخش‌های فاقد مجوز ساخت خدمات شهری ارائه نمی‌دهند، با این وجود مردم باید بهای آب را به دولت بپردازند. علاوه بر این بسیاری از منازل در حریم رودخانۀ قره‌سو ساخته شده‌اند که برای این شهرک ۱۵۰ متر در نظر گرفته شده‌است.

## مشکل فاضلاب
شهرک کرناچی با مشکل فاضلاب مواجه است و در بخش‌هایی از آن فاضلاب در کوچه‌ها جاری است. نداشتن سیستم دفع فاضلاب به ویژه برای منازلی که در کوچه‌های پایین به سمت رودخانۀ قره‌سو قرار دارند سبب آزار ساکنان شده‌است. در کنار هر خانه یک چاه با درپوش بتونی قرار دارد که فاضلاب دست‌شویی بدان سرازیر می‌شود و مابقی پساب خانگی نیز به‌صورت جوی‌های باریکی از خانه‌ها جاری شده و در وسط کوچه به جوی بزرگی تبدیل می‌شود و ازاین‌رو کوچه‌های بخش‌های پایین‌تر محله به محل جریان فاضلاب کل منازل تبدیل شده‌اند.
شهرداری و شرکت آب و فاضلاب کرمانشاه از تهیۀ طرحی برای جابه‌جایی این منازل که تعداد آن‌ها بین ۲۶۰ تا ۳۵۰ واحد اعلام شده خبر داده‌اند و همچنین اعلام شده که چون ساخت و ساز این واحدهای مسکونی در بستر رودخانه بوده، دستگاه‌های دولتی نباید به مردم این بخش از شهرک خدمات ارائه دهند. در ۲۸ آبان ۱۳۹۸ مدیرعامل شرکت آب و فاضلاب کرمانشاه در جلسه‌ای که با حضور منوچهر فخری معاون هماهنگی امور عمرانی استانداری کرمانشاه و نیز نماینده مردم کرناچی برگزار شد وعده داد که ظرف کمتر از یک سال، یک تصفیه‌خانۀ محلی در این بخش از کرناچی احداث خواهد شد. به گفتۀ فرماندار کرمانشاه با ساخت ایستگاه پمپاژ، فاضلاب کرناچی وارد خط سه فاضلاب شهر کرمانشاه خواهد شد. در ۸ آذر ۱۴۰۱ سرپرست آب و فاضلاب شهرستان کرمانشاه اعلام کرد که منازل مسکونی ساخته‌شده در حریم رودخانه به دلیل خطر طغیان رود حتماً باید جابجا شوند و شهرداری و آب منطقه‌ای باید با مشخص کردن کد کف و بر معتبر امکان ساماندهی وضعیت شبکۀ فاضلاب را نیز مهیا کنند. با این وجود نمایندۀ‌ مردم کرناچی در ۲ بهمن ۱۴۰۱ از متوقف کردن پروژۀ ساماندهی فاضلاب توسط شهرداری منطقۀ‌ ۷ خبر داد.
در سیل فروردین ۱۳۹۸ بخشی از منازل شهرک کرناچی که در مجاورت بستر رودخانۀ قره‌سو قرار دارند دچار آب‌گرفتگی شد و خسارت دید.